# 부활절 빵

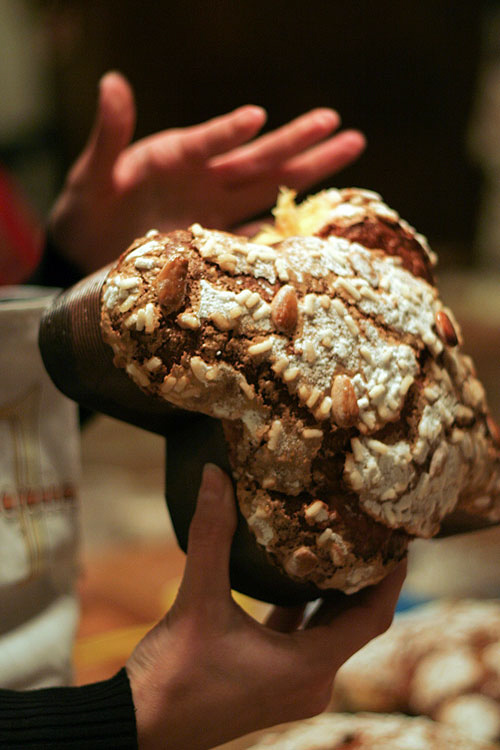
부활절 빵

많은 유럽 국가, 특히 중부 및 동부 유럽에서는 부활절 연휴 동안 빵을 사용하는 것과 관련된 다양한 전통이 있다. 전통적으로 부활절 빵이나 달콤한 "성찬" 빵을 먹는 관행은 비잔티움, 동방 가톨릭교 및 정교회에서 유래되었다. 달콤한 빵이나 "꿀 발효" 빵의 조리법은 고전 텍스트의 일화적 증거에 따르면 호메로스 그리스 시대로 거슬러 올라갈 수 있다.